# Пуял (Медведевський район)
Пуя́л (рос. Пуял, марій. Пуял) — присілок у складі Медведевського району Марій Ел, Росія. Входить до складу Русько-Кукморського сільського поселення.
Стара назва — Пуялково.

## Населення
Населення — 18 осіб (2010; 22 у 2002).
Національний склад (станом на 2002 рік):
- лучні марійці — 91 %